# Jason Detrick
Jason David Detrick (Düsseldorf, 5 dicembre 1980) è un ex cestista statunitense con cittadinanza austriaca.

## Palmarès
- Campionato austriaco: 1

BC Vienna: 2021-22
- Coppa d'Austria: 2

Oberwart Gunners: 2005
BC Vienna: 2022